# Murray Gell-Mann
Murray Gell-Mann (Nova Iorque, 15 de setembro de 1929 — Santa Fé, 24 de maio de 2019) foi um físico estadunidense.
Foi professor emérito de física teórica do Instituto de Tecnologia da Califórnia e um dos fundadores do Santa Fe Institute, que se dedica a trabalhos teóricos de assuntos como mecânica quântica, supercordas, sistema imunológico dos mamíferos, evolução das línguas e economia global, vistos como sistemas complexos em evolução.
Pertencente a uma família judaica de imigrantes, filho de Pauline Reichstein e Arthur Isadore Gell-Mann. Desde cedo Murray revelou-se como uma criança prodígio, aprendeu a ler aos três anos, influenciado pelo seu irmão Benedict Gell-Mann, os dois passavam longas tardes em grandes museus pesquisando seções de arqueologia e arte. Também estudaram latim, francês e espanhol o que despertou a Gell-Mann seu interesse por idiomas.
Aos 8 anos passou de uma escola pública para uma instituição de crianças super dotadas na Columbia (Grammar Scholl), onde lá fez o secundário, formando-se mediano em 1944 aos 15 anos.
O desejo de Gell-Mann era seguir a área da arqueologia ou linguística, mas seu pai, o influenciava a área da Engenharia. Mediante a situação, Gell-Mann afirmava que preferia "morrer de fome ao se tornar engenheiro" e após algumas conversas, chegaram a um acordo optando por Física.
Obteve o seu diploma de bacharel em ciências, em 1948, na Universidade de Yale e após ser recusado em algumas universidades à sua escolha, fez sua pós graduação no Instituto Tecnológico de Massachusetts (MIT) onde trabalhou como assistente de Victor Weisskopf até 1951 quando concluiu o doutorado ainda no MIT.
Gell-Mann e Abraham Pais estiveram envolvidos na explicação muitos aspectos enigmáticos da física das partículas. Em 1961, esta situação levou-lhe (e a Kazuhiko Nishijima) a introduzir uma classificação de partículas elementares chamada hádrons. Este esquema é agora explicado pelo modelo quark. O nome dado pelo próprio Gell-Mann  para o sistema de classificação foi o caminho dos oito preceitos, devido aos octetos de partículas na classificação. O termo é uma referência ao Nobre Caminho Óctuplo do budismo - uma escolha que é reflexo dos seus eclético interesses. Gell-Mann e, de forma independente, George Zweig, prosseguiu, em 1964, para postular a existência de quarks, as partículas a partir da qual os hádrons (incluindo prótons e nêutrons), até então tidos como indivisíveis, são compostos. O nome foi cunhado por Gell-Mann e é uma referência ao romance Finnegans Wake, de James Joyce ( "Três quarks para Muster Mark!" - Livro 2, episódio 4).

## Prêmio Nobel
Em 1969 foi laureado com o Nobel de Física, devido a suas contribuições e descobertas referentes à classificação de partículas elementares e suas interações. Provavelmente, foi o único ganhador do Prêmio Nobel de Física que não escreveu a tradicional aula inaugural para a Academia Real de Ciências de Estocolmo.